# Chilla (Gambia)
Chilla (Schreibvariante: Killa; Namensvariante: Nyaraya) ist eine Ortschaft im westafrikanischen Staat Gambia.
Nach einer Berechnung für das Jahr 2013 leben dort etwa 1316 Einwohner, das Ergebnis der letzten veröffentlichten Volkszählung von 1993 betrug 1054.

## Geographie
Chilla liegt am nördlichen Ufer des Gambia-Flusses in der North Bank Region, Distrikt Upper Niumi. Der Ort liegt fünf Kilometer nördlich von Jurunku.